# Joseph McCarthy (sångtextförfattare)
Joseph McCarthy, född 27 september 1885 i Somerville, Massachusetts, död 18 december 1943 i New York, var en amerikansk sångtextförfattare.